# Передостанній льодовиковий період
Передостання льодовиковий період (місцеві назви зледенінь — московське, заальське тощо; PGP — від Penultimate Glacial Period) — льодовиковий період, що належить другій половині середнього неоплейстоцену, близько 190—130 тисяч років тому (морська ізотопна стадія) 6), передостання (перед останнім льодовиковим періодом) з великих четвертинних епох покривних заледенінь на Землі

Йому передував інтергляціал близько 250—190 тис. років тому — відносно теплий період, що відокремлює передостаннє заледеніння від максимального дніпровського заледеніння (300—250 тис. років тому) у середньому неоплейстоцені

Закінчився еемським інтергляціалом близько 130 тисяч років тому
.

## Локальні назви
Передостанній льодовиковий період у науковій літературі набагато частіше зустрічається у вигляді місцевих назв континентальних заледенінь.
На Східноєвропейській рівнині він має назву Московського, у Західному Сибіру — Тазовського
,
на Середньоєвропейській рівнині — Заальського, в Альпах — Рисського, у Північній Америці — Іллінойського.

## Межі

### Східноєвропейська рівнина
Південна межа Московського зледеніння проходила з південного заходу на північний схід Московської області.
У Білорусії заледеніння називають Созьким.
Під час зледеніння льодовик просунувся приблизно до північної межі Білоруського Полісся.
За час Созького заледеніння сформувався рельєф Білоруського пасма
.
Основною стадією в Созькому заледенінні є Ошмянська, під час якої утворилися Дзержинський, Кам'яногірський, Загорський кутові масиви та Заславська, Свислоцька гляціодепресії
.
Як самостійний льодовиковий період Московське заледеніння виділили порівняно недавно.
Деякі дослідники, як і раніше, трактують Московське заледеніння як одну зі стадій Дніпровського заледеніння
,
або як одну зі стадій більшого і тривалого попереднього заледеніння.
За дослідницькими кліматичними даними за останні 5 млн років періоди Дніпровського та Московського заледенінь перекриваються, тому московське заледеніння трактується як одна зі стадій дніпровського заледеніння
.

### Західна Європа
Основним центром заледеніння, звідки покривні льодовики насувалися на області Північної та Середньої Європи, було Скандинавське нагір'я.
Одночасно великі заледеніння захоплюють гірські хребти Європи, насамперед Альпи.
У період найбільшого охоплення льодом були покриті вся Ірландія та майже вся Велика Британія.
Південна межа його в центральній Європі доходила до гирла Рейну, до піднесеної смуги Середньонімецьких гір, у його зоні опинилися басейни річок Одер та Вісла аж до Північних Карпат.

### Північна Америка
Іллінойське, як і Вісконсинське заледеніння поширювалися від Лабрадорського центру заледеніння.
Південна межа максимального Іллінойського заледеніння проходила від мису Код на Атлантичному узбережжі через острів Лонг-Айленд, на півдні штату Нью-Йорк, через штати Пенсільванія, Огайо, Іллінойс до річки Міссісіпі у 37°30′ пн.ш.
Далі край льодовика повертав на NW течією річки Міссурі і перетинав Кордильєри між верхів'ями р. Міссурі та південною околицею о. Ванкувер
.
Термін (від Іллінойс — штат США) запропонований Чемберліном у 1896 році.

### Альпи

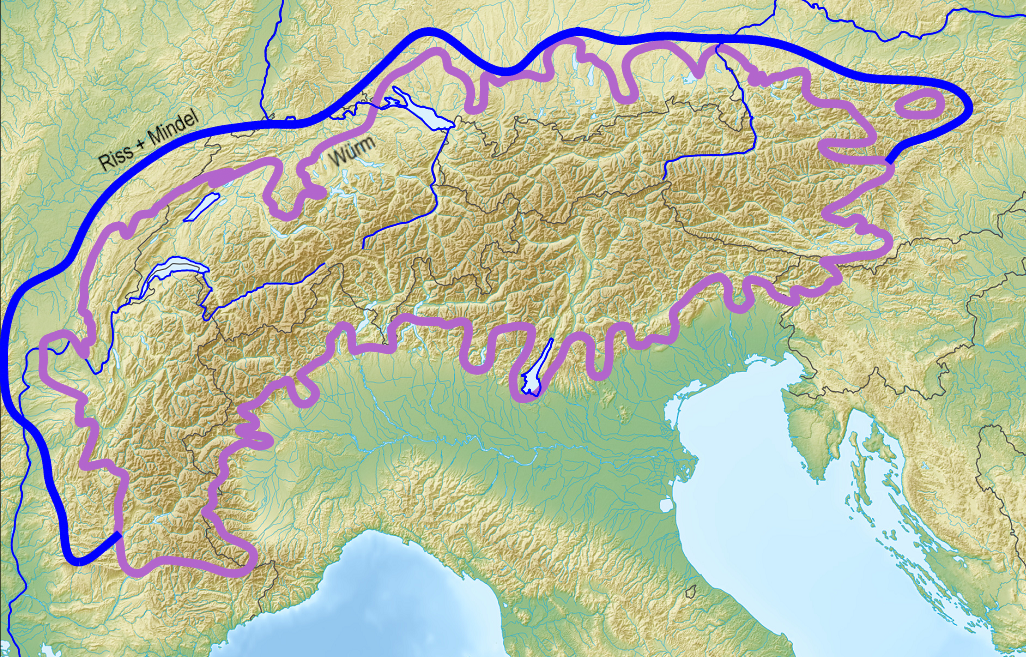
Мапа Рісського зледеніння в Альпах

Це зледеніння було максимальним в Альпах за весь четвертинний період
), близько 350—187 тисяч років тому
.
У Рисі виділяють дві стадії наступу льодовиків (Ріс I та Ріс II), між якими було суттєве потепління
.
Епоха Рісського зледеніння (від нім. Riss — Ріс, притока Дунаю) була виділена А. Пенком та Е. Брюкнером в 1909

разом з іншими альпійськими зледеніннями: Гюнц, Міндель, Вюрм.

## Стратиграфія

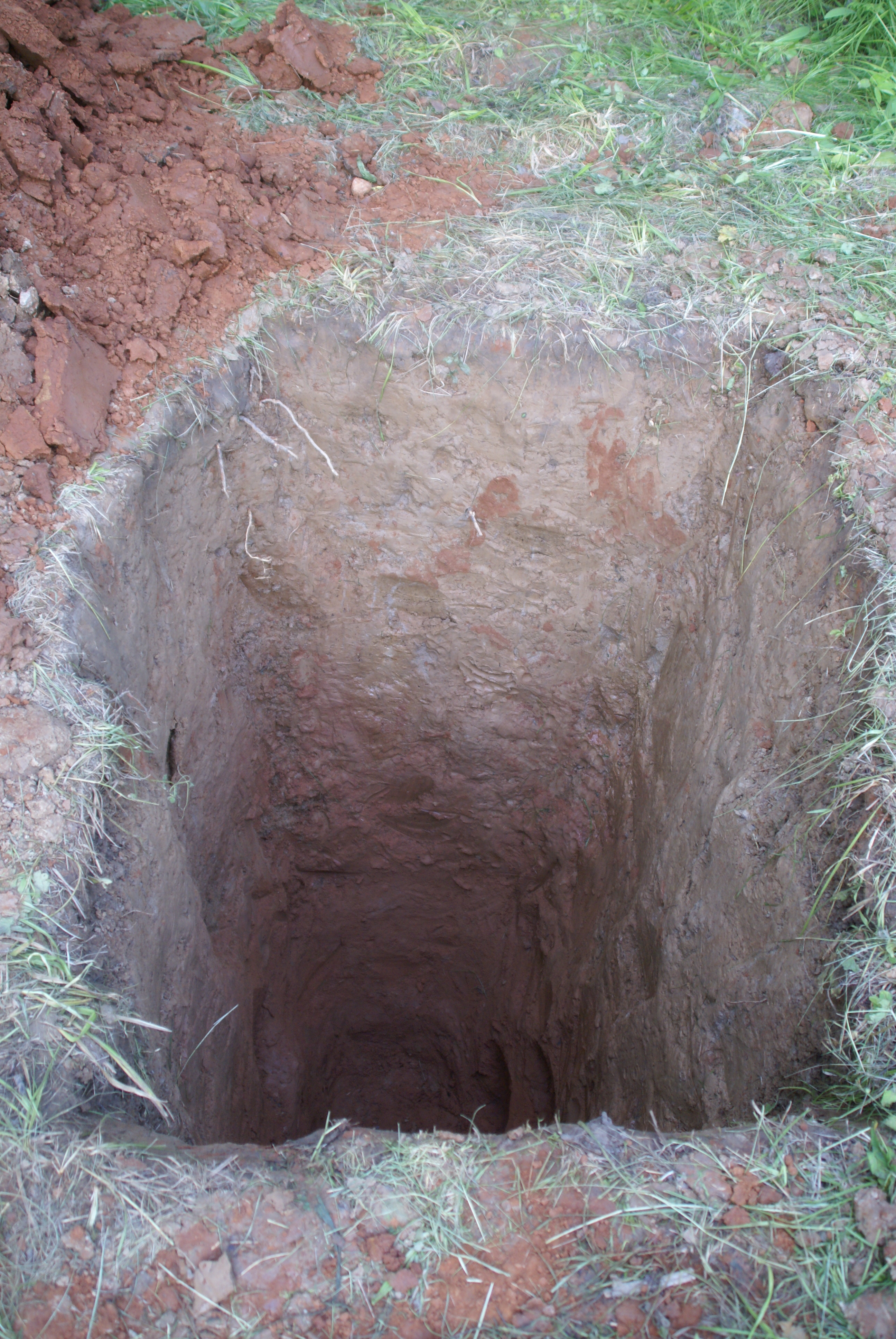
Московська морена, розкрита шурфом

На Східноєвропейській рівнині відкладення московського заледеніння належать до московського горизонту.
Останній (QII6, QIIms)
 — регіональний стратиграфічний підрозділ четвертинного періоду.
Відповідає 6-го ступеня середнього неоплейстоцену.
Виділяється в центрі, на півночі та північному заході європейської частини Росії
.
Представлений льодовиковими, озерно-льодовиковими, морськими, річковими та іншими відкладеннями
.
Московська морена (gQ II-6) на території Руської рівнини представлена червоно-бурими легкими та середніми суглинками, супісками з включеннями гравію, гальки, щебеню та валунів
, а також лінз пісків у кількості від 5 до 30 %.
Щільність московської морени 2,1-2,3 г/см³
.
Потужність московської морени зазвичай не перевищує 15 м
.
Суглинки морени щільні, вологі, тугопластичні.
Як правило московська морена перекрита малопотужним (1-2 м) пластом покривних суглинків, але в промоїнах може виходити на поверхню.
У московській морені зустрічаються валуни та брили вивержених порід, а також дрібніші уламки карбонатних порід.